# 吴怀瑾
吴怀瑾（1899年—1976年），字子瑜，福建霞浦人，中國近代教育人物。

## 生平
吴怀瑾出生于1899年，早年喪父，1917年毕业于福建省立第三中学，考入北京高等师范学校。此時他已家道中落，但他仍堅持學習，最終得以順利畢業。1924年南归福建，一度任教于私立集美学校及邵武、南平、晉江等縣，后回校任福建省立第三中学教员。1927年校长制改制为校务执行委员会制度，吴怀瑾任委员会主任，翌年改任校长，任职期间深受时任福建省教育厅长程時煃之倚重。1933年，程时煃调任江西，吴怀瑾与之偕行，在江西省立吉安中學任教。後受訓於庐山，升任江西省教育廳督學。

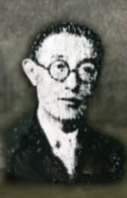
在福建省立霞浦中学任校长时的吴怀瑾

抗日战争期间回到福建，历任省立上杭中学、省立福州实验小学校长，1946年臺灣光復后，赴臺灣参加接收工作，被委任為台灣省立花蓮農業職業學校校長，1948年卸任，留居台灣。因第二次国共内战中中国人民解放军控制中国大陆以及国府迁台，吴怀瑾无法返回大陆，晚年任教于台灣。1976年病逝于花莲。

## 著作
1928年，吴怀瑾前往江苏、浙江一带考察教育，著有《考察江浙教育日记》。

## 家庭
祖父吴寿坤，清朝咸丰辛酉登拔萃科，历任广平、鸡泽、获鹿、晋江等县知事，1900年因病辞官，后病逝于上海申江。著有《读我书室诗存》。